# Manduca cortesi
Manduca cortesi är en fjärilsart som beskrevs av C. Reed Cary 1963. Manduca cortesi ingår i släktet Manduca och familjen svärmare. Inga underarter finns listade i Catalogue of Life.